# Оскар I
Оскар I (швед. Oscar I), при рождении Жозеф-Франсуа-Оскар Бернадот (фр. Joseph François Oscar Bernadotte; 4 июля 1799 — 8 июля 1859) — король Швеции и Норвегии с 1844 года. Второй король из дома Бернадотов.

## Биография
Сын генерала Жана Бернадота (впоследствии наполеоновского маршала, а затем короля Швеции Карла XIV Юхана) и его жены Дезире Клари, бывшей невесты Наполеона Бонапарта (впоследствии королевы Дезидерии). Получил необычное для Франции имя Оскар на волне сентименталистской моды в честь внука Фингала, героя популяризированных в Европе оссианским циклом кельтских мифов.
После избрания отца наследником шведского престола в 1810 году Оскар получил титул герцога Сёдерманландского. В 1811 году 12-летний Оскар прибыл в Швецию и, в отличие от родителей, хорошо овладел шведским языком. Ещё при жизни отца играл заметную политическую роль (из-за болезней короля и языкового барьера между ним и министрами); был вице-королём Норвегии. К моменту вступления на престол (1844 год) был очень популярен. Старался подчёркивать равноправие шведского и норвежского королевств. В 1844 году был введён совместный шведско-норвежский флаг, получивший ироническое прозвище «селёдочный салат», а в 1847 году был утверждён норвежский Орден Святого Олафа.

## Семья
Имел от брака с Жозефиной Лейхтенбергской, дочерью Евгения Богарне и внучкой императрицы Жозефины, пятерых детей:
- Карл XV (1826—1872) — король Швеции и Норвегии;
- Принц Густав (1827—1852) — герцог Уппландский;
- Оскар II (1829—1907) — король Швеции и Норвегии;
- Евгения (1830—1889);
- Август (1831—1873) — герцог Даларна.

Кроме того, имел трёх внебрачных детей, иронически называвшихся «принцами Лапландии»:
- от связи с актрисой Эмилией Хёгквист:
  - Яльмар Хёгквист (18 июня 1839, Гамбург — 1874, Лондон);
  - Макс Хёгквист (12 августа 1840, Стокгольм — 1872, Китай).
- от связи с фрейлиной Жакеттой Лёвенхьельм:
  - Оскария Мейергеер (1817—1880).

## Образ в кино
- «Дезире: любовь императора Франции[англ.]» (США, 1954) — актёр Николас Костер